# 1632
- Wikisource

| Calendário gregoriano                                                        | 1632 MDCXXXII                        |
| Ab urbe condita                                                              | 2385                                 |
| Calendário arménio                                                           | 1081 – 1082                          |
| Calendário bahá'í                                                            | -212 – -211                          |
| Calendário budista                                                           | 2176                                 |
| Calendário chinês                                                            | 4328 – 4329 Início a 20 de fevereiro |
| Calendário copta                                                             | 1348 – 1349                          |
| Calendário etíope                                                            | 1624 – 1625                          |
| Calendários hindus - Vikram Samvat - Calendário nacional indiano - Cáli Iuga | 1687 – 1688 1553 – 1554 4732 – 4733  |
| Calendário Holoceno                                                          | 11632                                |
| Calendário islâmico                                                          | 1042 – 1043                          |
| Calendário judaico                                                           | 5392 – 5393                          |
| Calendário persa                                                             | 1010 – 1011                          |
| Calendário rúnico                                                            | 1882                                 |
| Calendário solar tailandês                                                   | 2175                                 |

1632 (MDCXXXII, na numeração romana)  foi um ano bissexto do século XVII do actual Calendário Gregoriano, da Era de Cristo, e as suas letras dominicais foram D e C (53 semanas), teve  início a uma quinta-feira e terminou a uma sexta-feira.
| Ano completo                           |
| -------------------------------------- |
| Ano bissexto com início à quinta-feira |

## Eventos
- 16 de novembro / 6 de novembro no calendário juliano - Batalha de Lützen (1632), próximo de Leipzig. Os suecos venceram mas os comandantes dos exércitos em confronto morreram. Como o calendário gregoriano ainda não tinha sido adoptado nesta região, a data local era 6 de novembro.
- A ilha do Corvo (Açores) sofreu duas tentativas invasão por piratas argelinos (território então parte do Império Otomano), os famosos Piratas da Barbária, que são repelidas pela população com muitas mortes de ambos os lados.
- Início da construção do Taj Mahal.

### Junho
- 20 de junho - Criação da província inglesa de Maryland, sob o controle de Cecilius Calvert conhecido como Lord Baltimore.

### Em andamento
- Guerra dos Trinta Anos (1618–1648).

Morte do rei Gustavo Adolfo da Suécia, na Batalha de Lützen (1632), a 6 de novembro de 1632. Quadro de Carl Wahlbom, datado de 1855. Museu Nacional de Belas-Artes da Suécia, Estocolmo.

## Nascimentos
- 29 de Agosto - John Locke, filósofo inglês (m. 1704).
- 20 de Outubro - Christopher Wren, matemático inglês (m. 1723).
- 24 de Outubro - Antoni van Leeuwenhoek, microbiologista neerlandês (m. 1723).
- 24 de Novembro - Baruch de Espinoza, filósofo neerlandês de origem portuguesa (m. 1677).
- 31 de Dezembro - Abas II, foi Xá da Pérsia, m. 1666.
- datas desconhecidas
  - Johannes Vermeer, pintor neerlandês (m. 1675).

## Mortes
- 16 de Novembro - Gustavo Adolfo, rei da Suécia, na Batalha de Lützen (1632).